# Buchnera stachytarphetoides
Buchnera stachytarphetoides là loài thực vật có hoa thuộc họ Cỏ chổi. Loài này được Mildbr. & Melch. mô tả khoa học đầu tiên năm 1930.